# Zavarovana območja Škotske
Številni deli Škotske so zavarovani v skladu s številnimi nacionalnimi in mednarodnimi oznakami zaradi svoje okoljske, zgodovinske ali kulturne vrednosti. Zavarovana območja lahko razdelimo glede na vrsto vira, ki ga vsako želi zavarovati. NatureScot ima različne vloge pri podeljevanju številnih okoljskih oznak na Škotskem, tj. tistih, ki so namenjene zavarovanju rastlinstva in živalstva, slikovitih lastnosti in geoloških značilnosti. Historic Environment Scotland je odgovorno za oznake, ki varujejo območja zgodovinskega in kulturnega pomena. Nekatere mednarodne oznake, kot so območja svetovne dediščine, lahko zajemajo obe kategoriji območij.
Različne označbe se precej prekrivajo, saj so številna zavarovana območja zajeta v več označbah z različnimi mejami.

## Državne okoljske oznake

### Narodni parki
Narodni parki Škotske so upravljana območja izjemne krajine, kjer so nekatere oblike razvoja omejene zaradi ohranjanja krajine in naravnega okolja. Trenutno ima Škotska dva narodna parka: narodni park Loch Lomond in Trossachs, ustanovljen leta 2002, in narodni park Cairngorms, ustanovljen leta 2003.
Za razliko od narodnih parkov mnogih drugih držav, Škotski niso območja nenaseljenih zemljišč v lasti države. Večina zemlje je v lasti zasebnih lastnikov zemljišč (vključno z naravovarstvenimi organi, kot je Nacionalni sklad za Škotsko - National Trust for Scotland), ljudje pa še naprej živijo in delajo v parkih. Čeprav se pokrajine pogosto zdijo »divje«, dežela ni divjina, saj so jo ljudje obdelovali tisoče let. Tako kot njihovi angleški in valižanski narodni parki so na Škotskem dejansko upravljana krajina in so zaradi tega razvrščeni kot zavarovane krajine V kategorije IUCN.

### Narodni naravni rezervati
Narodni naravni rezervati (NNR) so območja zemlje ali vode, določena v skladu z Zakonom o divjih živalih in podeželju iz leta 1981 (Wildlife and Countryside Act 1981), da vsebujejo habitate in vrste nacionalnega pomena. NNR so lahko v lasti javnih, zasebnih, skupnostnih ali prostovoljnih organizacij, vendar jih je treba upravljati, da se ohranijo njihovi pomembni habitati in vrste ter da se javnosti zagotovijo priložnosti za uživanje in sodelovanje z naravo. Trenutno je na Škotskem 43 NNR, ki pokrivajo manj kot 1,5 % površine Škotske. Mnogi od teh rezervatov so območja kategorije II (narodni park) IUCN, kot so Glen Affric, Rùm, Abernethy Forest in The Great Trossachs Forest. Na Škotskem je 19 NNR s statusom IUCN kategorije II. V Angliji, Walesu ali NI jih ni s tem statusom. To je predvsem posledica tega, da so naravni habitati Škotske bolj nedotaknjeni kot v preostalem delu Združenega kraljestva.
NatureScot je odgovoren za razglasitev NNR na Škotskem, pri čemer mora upoštevati nasvet partnerstva NNR, ki ga sestavljajo predstavniki upravljavcev NNR ter organizacij skupnosti in lastnikov zemljišč. Večino NNR neposredno upravlja NatureScot; nekatere pa upravljajo ali sodelujejo z drugimi organi, kot so Forestry and Land Scotland, National Trust for Scotland in RSPB Scotland. Večina NNR na Škotskem se prekriva z območji posebnega znanstvenega pomena; mnoga so tudi posebna ohranitvena območja in/ali posebna zavarovana območja.

### Nacionalna slikovita območja
{{glavni|Nacionalno slikovito območje]]
Na Škotskem je 40 nacionalnih slikovitih območij (NSA), ki pokrivajo 13 % površine Škotske. Komisija za podeželje Škotske leta 1978 je 40 nedržavnih območij prvotno opredelila kot območja »nacionalnega slikovitega pomena ... neprekosljive privlačnosti, ki jih je treba ohraniti kot del naše nacionalne dediščine«.

### Mesta posebnega znanstvenega pomena
Na Škotskem je 1422 območij posebnega znanstvenega interesa (Site of Special Scientific Interest - SSSI), ki skupaj pokrivajo približno 10.110 kvadratnih kilometrov ali približno 12,6 % celotne površine države. Zajemajo območja, ki so zaradi svoje flore, favne, geologije ali geomorfologije vredna zaščite. Območja, prijavljena zaradi svoje flore ali favne, so znana kot biološki SSSI, medtem ko so tista, ki so prijavljena zaradi geološkega ali geomorfološkega pomena, SSSI za znanost o Zemlji; mesta so lahko prijavljena v obeh kategorijah. SSSI veljajo za osnovni gradnik ohranjanja narave na podlagi območij v Veliki Britaniji, na njih pa temelji tudi večina drugih pravnih označb ohranjanja narave/zemeljske znanosti, vključno z nacionalnimi naravnimi rezervati, ramsarskimi območji, posebnimi varstvenimi območji in posebnimi ohranitvenimi območji. Večina SSSI je v zasebni lasti in NatureScot sodeluje z lastniki in upravitelji, da zagotovi ohranitev posebnih značilnosti. Vsak SSSI ima izjavo o upravljanju območja, ki jo je pripravil NatureScot, ki opisuje te značilnosti in podrobno opisuje ukrepe in omejitve, potrebne za njihovo ohranitev.
Oznaka SSSI je bila prvotno uvedena po Veliki Britaniji z Zakonom o narodnih parkih in dostopu do podeželja iz leta 1949 (podobna območja posebnega znanstvenega interesa (ASSI) delujejo na Severnem Irskem). SSSI na Škotskem zdaj spadajo v pristojnost škotskega parlamenta in vlade, določil pa jih je NatureScot v skladu z Zakonom o ohranjanju narave (Škotska) iz leta 2004. Register območij posebnega znanstvenega pomena vodi in vzdržuje Registri Škotske.

### Zaščitena morska območja
Škotsko omrežje zaščitenih morskih območij (MPA) sestavlja več kot 230 določenih območij, ki so zajeta z različnimi oznakami, vključno s posebnimi ohranitvenimi območji, posebnimi varstvenimi območji in območji posebnega znanstvenega pomena. Da bi okrepili varstvo morskih območij, je bilo v škotskih teritorialnih vodah (tj. znotraj 12 navtičnih milj (22 km)) določenih sedemnajst zavarovanih morskih območij (NCMPA). Nadaljnjih trinajst zavarovanih območij presega omejitev 12 milj in jih je zato določil Skupni odbor za ohranjanje narave in ne NatureScot.

## Nacionalne oznake za zgodovinske in kulturne znamenitosti

### Načrtovani starodavni spomeniki
Spomenik s seznama je »državno pomembno« arheološko najdišče ali zgodovinska stavba, zaščitena pred nepooblaščenimi spremembami«. Zaščita spomenikov s seznama je zagotovljena v skladu z Zakonom o starodavnih spomenikih in arheoloških območjih iz leta 1979, ki je drugačen zakon od tistega, ki se uporablja za zaščitene stavbe (glej spodaj). V skladu z zakonom iz leta 1979 spomenik ne more biti stavba, ki je zasedena kot bivališče, uporabljena kot kraj čaščenja ali zavarovana v skladu z zakonom o zaščiti razbitin iz leta 1973. Praviloma bi bilo zaščiteno zgodovinsko dobro, ki je zasedeno, označena kot spomeniško zaščitena stavba.

### Spomeniško zaščitene stavbe
Stavba ali zgradba, ki je na seznamu, je tista, ki je bila uvrščena na zakonski seznam, ki ga vodi Historic Environment Scotland. Stavbe, ki je zaščitena s seznamom, ni dovoljeno porušiti, razširiti ali spremeniti brez posebnega dovoljenja lokalnega organa za načrtovanje, ki se običajno posvetuje z ustrezno osrednjo vladno agencijo, zlasti pri večjih spremembah opaznejših stavb, ki so na seznamu. Stopnja zavarovanja je odvisna od tega, ali je stavba razvrščena v kategorijo A, B ali C, pri čemer kategorija A pomeni najvišjo stopnjo zaščite.
Na Škotskem je okoli 47.400 zaščitenih stavb. Od tega jih je približno 8 odstotkov (približno 3800) kategorije A, 50 odstotkov kategorije B, ostali pa so uvrščeni v kategorijo C.

### Popis vrtov in oblikovanih krajin na Škotskem
Popis vrtov in oblikovanih krajin na Škotskem je seznam vrtov in oblikovanih krajin nacionalnega umetniškega in/ali zgodovinskega pomena na Škotskem. Popis je bil prvotno sestavljen leta 1987 in zdaj zajema najdišča od srednjega veka do 20. stoletja. Od leta 1991 sta popis, ki je seznam, ki se nenehno razvija, vzdrževala Historic Scotland in Škotska naravna dediščina, zdaj pa ga posodablja namenska ekipa znotraj Historic Environment Scotland. Od leta 2019 je seznam vključeval več kot 300 območij po vsej Škotski, velikosti od enega hektarja do precej več kot 1000 hektarjev.

### Popis zgodovinskih bojišč
Inventar zgodovinskih bojišč na Škotskem navaja nacionalno pomembna bojišča. Prvič ga je za posvetovanje decembra 2010 objavil Historic Scotland, uradno pa je bil predstavljen maja 2011. Od leta 2019 popis, ki ga zdaj vzdržuje Historic Environment Scotland (naslednik Historic Scotland), na seznamu navaja 40 bojišč, najnovejši dodatek pa je bitka pri Sarku, ki je bila navedena leta 2016.

## Mednarodne oznake

### Mesta svetovne dediščine
Območja svetovne dediščine so lokacije, ki so bile vključene na seznam Unescovega programa svetovne dediščine območij izjemnega kulturnega ali naravnega pomena za skupno dediščino človeštva. Historic Environment Scotland je odgovoren za kulturna območja, medtem ko je Direktorat za okolje in gozdarstvo škotske vlade odgovoren za naravne znamenitosti. Od leta 2018 je v državi 6 lokacij, nadaljnji 2 pa sta v procesu formalnega vrednotenja.

### Ramsarska območja
Ramsarska območja so mednarodno priznana mokrišča, zavarovana v skladu s pogoji Ramsarske konvencije o mokriščih, ki so jo razvile in sprejele sodelujoče države na srečanju v Ramsarju v Iranu 2. februarja 1971. Konec leta 2010 je 160 držav sklenilo pogodbe pogodbenic konvencije, skupno število lokacij po vsem svetu pa je bilo 1920. Združeno kraljestvo je bilo eno od 18 prvotnih podpisnikov konvencije in je od takrat določilo 168 ramsarskih območij. 51 od teh območij je na Škotskem, vključno z enim območjem, Upper Solway Flats and Marshes, ki pokriva dele Škotske in Anglije v Solway Firth. Skupna površina vseh ramsarskih območij na Škotskem je približno 313.500 hektarjev. Vsa škotska ramsarska območja so del evropskega omrežja Natura 2000 kot posebna varstvena območja ali posebna ohranitvena območja, številna območja pa so dodatno zavarovana kot območja posebnega znanstvenega pomena.

### Natura 2000
Natura 2000 je mreža naravovarstvenih območij na območju Evropske unije. Sestavljajo ga posebna ohranitvena območja (SAC) in posebna varstvena območja (SPA), določena v skladu z Direktivo o habitatih oziroma Direktivo o pticah. Omrežje vključuje kopenska in morska območja (zaščitena morska območja (MPA)).

#### Posebna ohranitvena območja
Posebno ohranitveno območje (SAC) je opredeljeno v Direktivi Evropske unije o habitatih (92/43/EGS), znani tudi kot Direktiva o ohranjanju naravnih habitatov ter prostoživečih živalskih in rastlinskih vrst. Zaščitili naj bi 220 habitatov in približno 1000 vrst, navedenih v prilogah I in II direktive, ki veljajo za evropskega interesa v skladu z merili iz direktive. Države članice jih morajo izbrati med območji, pomembnimi za Skupnost, in določiti SAC z aktom, ki zagotavlja ohranitvene ukrepe naravnega habitata.

#### Posebna varstvena območja
Posebno zavarovano območje (SPA) je oznaka po Direktivi Evropske unije o ohranjanju prosto živečih ptic. V skladu z Direktivo so države članice Evropske unije (EU) dolžne varovati habitate ptic selivk in nekaterih posebej ogroženih ptic.

## Lokalne oznake

### Lokalni naravni rezervati
Lokalne naravne rezervate, ki jih je 74, določijo lokalne oblasti in so običajno v bližini mest. Zemljišče je običajno v lasti ali najemu lokalne oblasti: če je lastnik druga oseba ali organ, se mora lastnik uradno strinjati z določitvijo.

### Varstvena območja
Varstveno območje je območje, ki velja za vredno ohranitve ali povečanja zaradi svojega posebnega arhitekturnega ali zgodovinskega pomena. V varstvenih območjih je namenjena varovanju kakovosti in posebnega interesa soseske ali območja kot celote, ne pa posameznih objektov, ki so zaščiteni s statusom spomeniškega varstva. Ohranitvena območja se uporabljajo za zaščito elementov, kot so skupine zgradb, odprti prostori, ulični vzorci, drevesa in zgodovinski vrtovi. Škotska ima okoli 600 ohranitvenih območij, ki jih nadzorujejo lokalne oblasti.

### Regionalni parki
Regionalni parki so opredeljeni za usklajevanje upravljanja območij privlačnega podeželja, ki so zaradi bližine naseljenih središč pomembna za rekreacijo. Parki so opredeljeni in jih upravljajo lokalne oblasti. Trenutno ima Škotska tri regionalne parke:
- Regionalni park Clyde Muirshiel
- Regionalni park Lomond Hills
- Regionalni park Pentland Hills

## Zakonsko neurejena zavarovana območja
Poleg zakonsko predpisanih oznak je veliko območij zavarovanih tudi zato, ker so v lasti naravovarstvene organizacije. Takšna območja so lahko tudi pravno zavarovana, vendar obstaja veliko območij, ki so zavarovana, čeprav nimajo zakonske oznake. Primeri organov, ki imajo v lasti zemljo in lastnino za namene ohranjanja na Škotskem, vključujejo:
- John Muir Trust
- Nacionalni sklad za Škotsko
- Škotski sklad za divje živali
- Kraljevo društvo za zaščito ptic

### Gozdni parki
Gozdni parki so gozdna območja, ki jih upravlja Forestry and Land Scotland (FLS), ki se upravljajo za številne koristi, s poudarkom na rekreacijskih objektih za obiskovalce. Trenutno je na Škotskem šest gozdnih parkov.